# 라리오하주 (스페인)
라 리오하 광역자치주(스페인어: La Rioja)은 스페인의 광역자치주 중 하나이다. 주도는 로그로뇨이다. 카라오라, 아르네도, 알파로, 아로, 산토도밍고 등 여러 도시가 있지만 라리오하주는 도도 하나로서 자치주를 구성한다.
바스크주와 아라곤주, 카스티야이레온주 등과 경계를 이룬다. 에브로강이 라리오하주를 관통하며 오하 강도 이곳을 지난다. 양 방목이 주산업이기도 하며 밀과 포도, 보리를 많이 경작한다. 특별히 지중해성 기후의 영향으로 풍부한 채광을 받은 포도는 포도주로 제조되어 명성이 높다.

## 인구 통계
- 라리오하주의 총 인구는 2006년 통계 추산 301,084명이다.
- 총 174개의 하위지자체가 존재한다. 다음은 주요 도시 인구를 나타내는 표이다.

| 순위: | 도시명:  | 인구:   |
| ----- | -------- | ------- |
| 1     | 로그로뇨 | 145,866 |
| 2     | 칼라오라 | 23,768  |
| 3     | 아르네도 | 14,082  |
| 4     | 아로     | 11,463  |
| 5     | 알파로   | 9,576   |

## 같이 보기
- 호타 (음악)